# Miodrag Džudović
 Miodrag Džudović, szerbül: Миодраг Џудовић (Plav, 1979. szeptember 6. –) válogatott montenegrói labdarúgó, hátvéd, edző.

## Pályafutása

### Klubcsapatban
1999 és 2003 között a Jezero Plav, 2003-ban a Jedinstvo Bijelo Polje, majd az OFK Beograd labdarúgója volt. 2004–05-ben az ukrán Voliny Luck, 2006 és 2013 között az orosz Szpartak-Nalcsik csapatában játszott. 2014-ben a kazah Jertisz Pavlodar együttesében fejezte be az aktív labdarúgást.

### A válogatottban
2008 és 2013 között 26 alkalommal szerepelt a montenegrói válogatottban és egy gólt szerzett.

### Edzőként
Ljubiša Tumbaković 2019. június 7-i menesztése után a montenegrói válogatott megbízott szövetségi kapitánya volt Faruk Hadžibegić július 25-i kinevezéséig.